# Costa Vermiglia

Posizione della Côte Vermeille nel dipartimento dei Pirenei Orientali (in beige il resto della Francia, in grigio la Spagna ed Andorra a sinistra)

La Costa Vermiglia (in francese Côte Vermeille) è il tratto di litorale francese tra il Mar Mediterraneo e i Pirenei. Appartiene alla regione Linguadoca-Rossiglione ed al dipartimento dei Pirenei Orientali. È una costiera rocciosa che comincia al limite meridionale del comune di Argelès-sur-Mer fino al confine con la Spagna, segnatamente il promontorio di Cap Cèrbere. Le località che costituiscono la Costa Vermiglia sono da nord a sud Collioure, Port-Vendres, Banyuls-sur-Mer e Cerbère.

## Galleria d'immagini

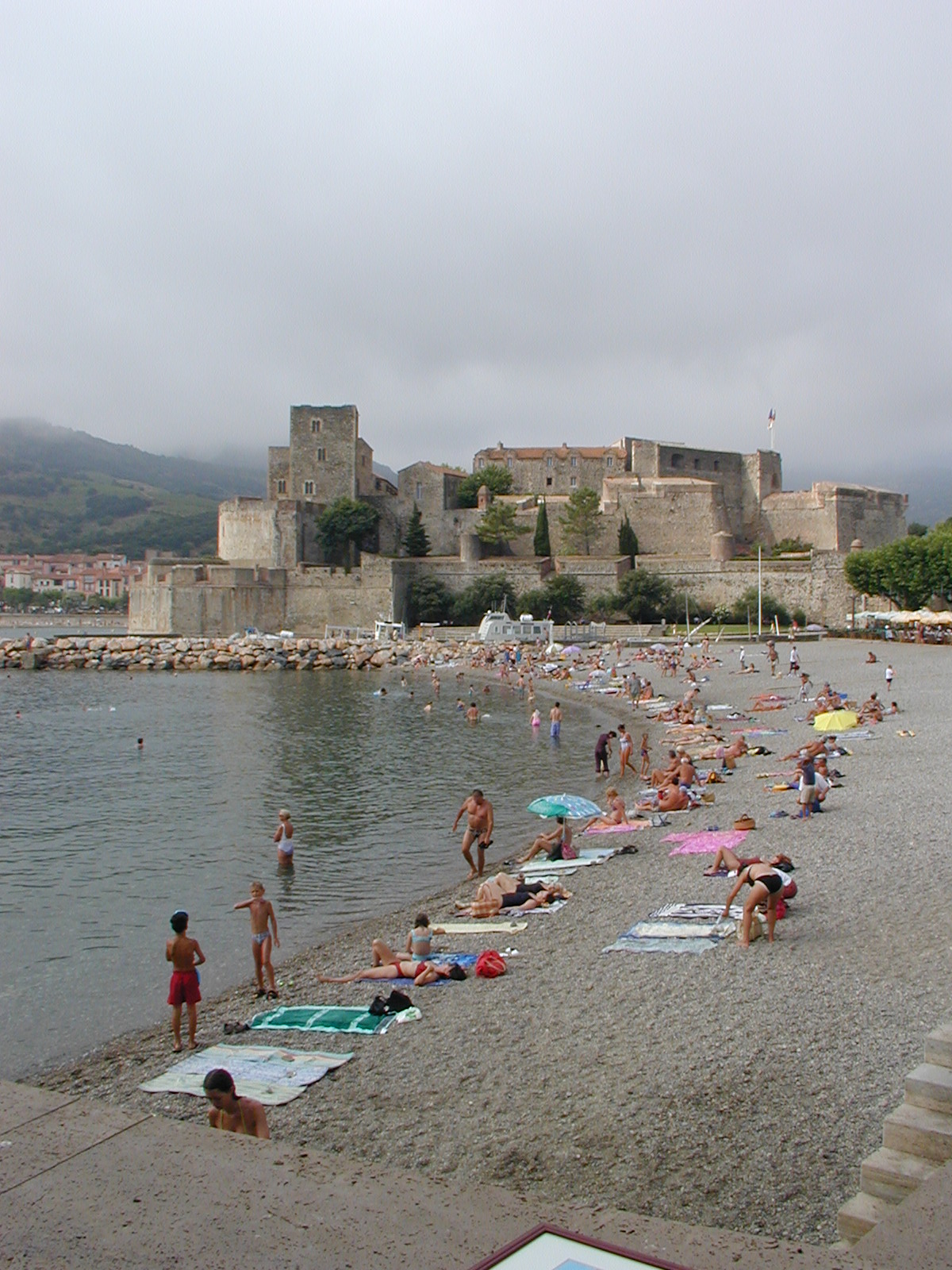
Castello reale di Collioure
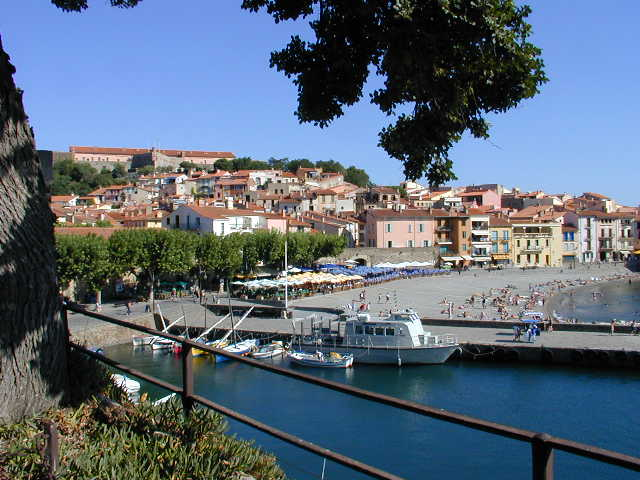
Parte nord di Collioure
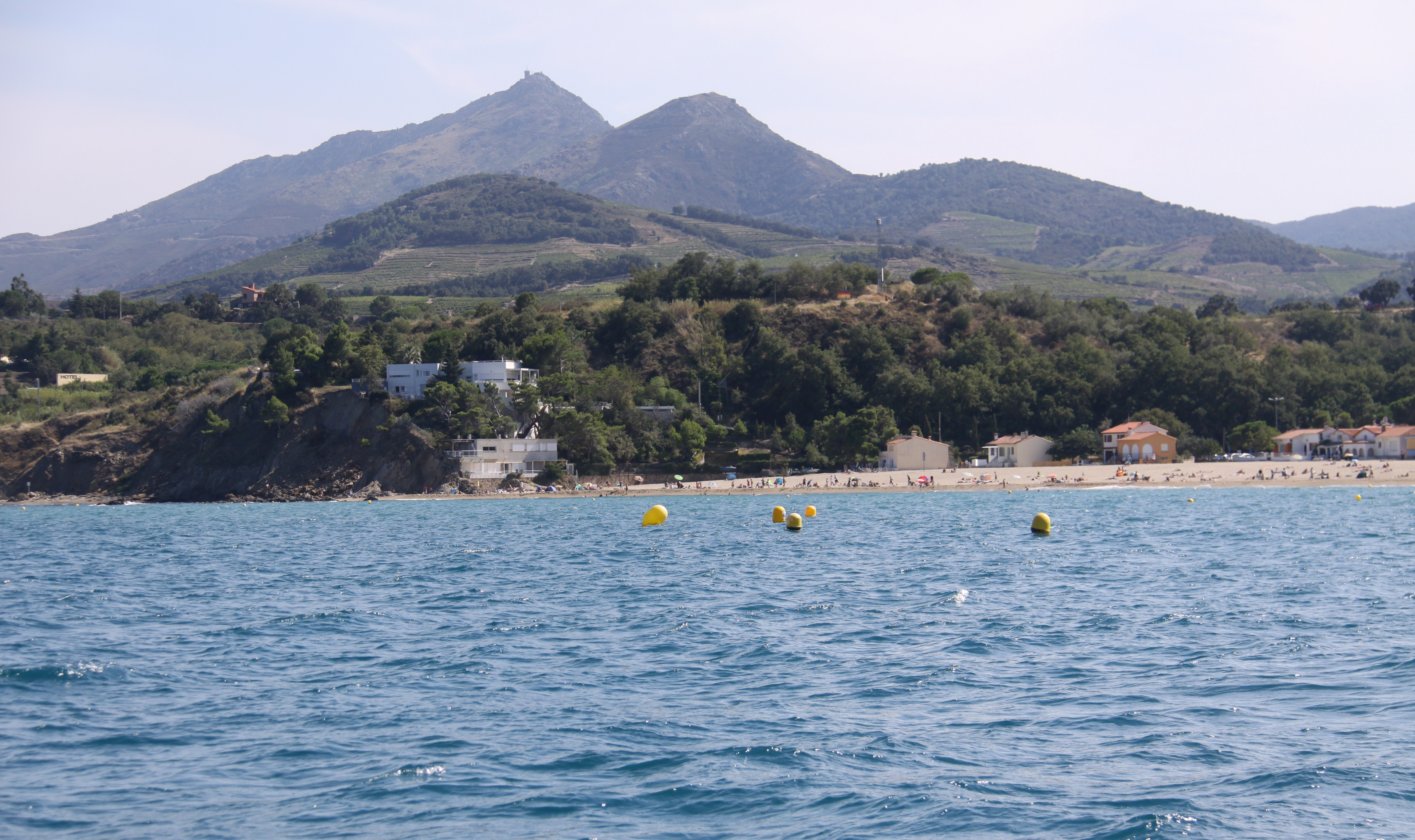
L'estremita sud della spiaggia del Racou, inizio della Côte Vermeille, lato Argelès-sur-Mer.
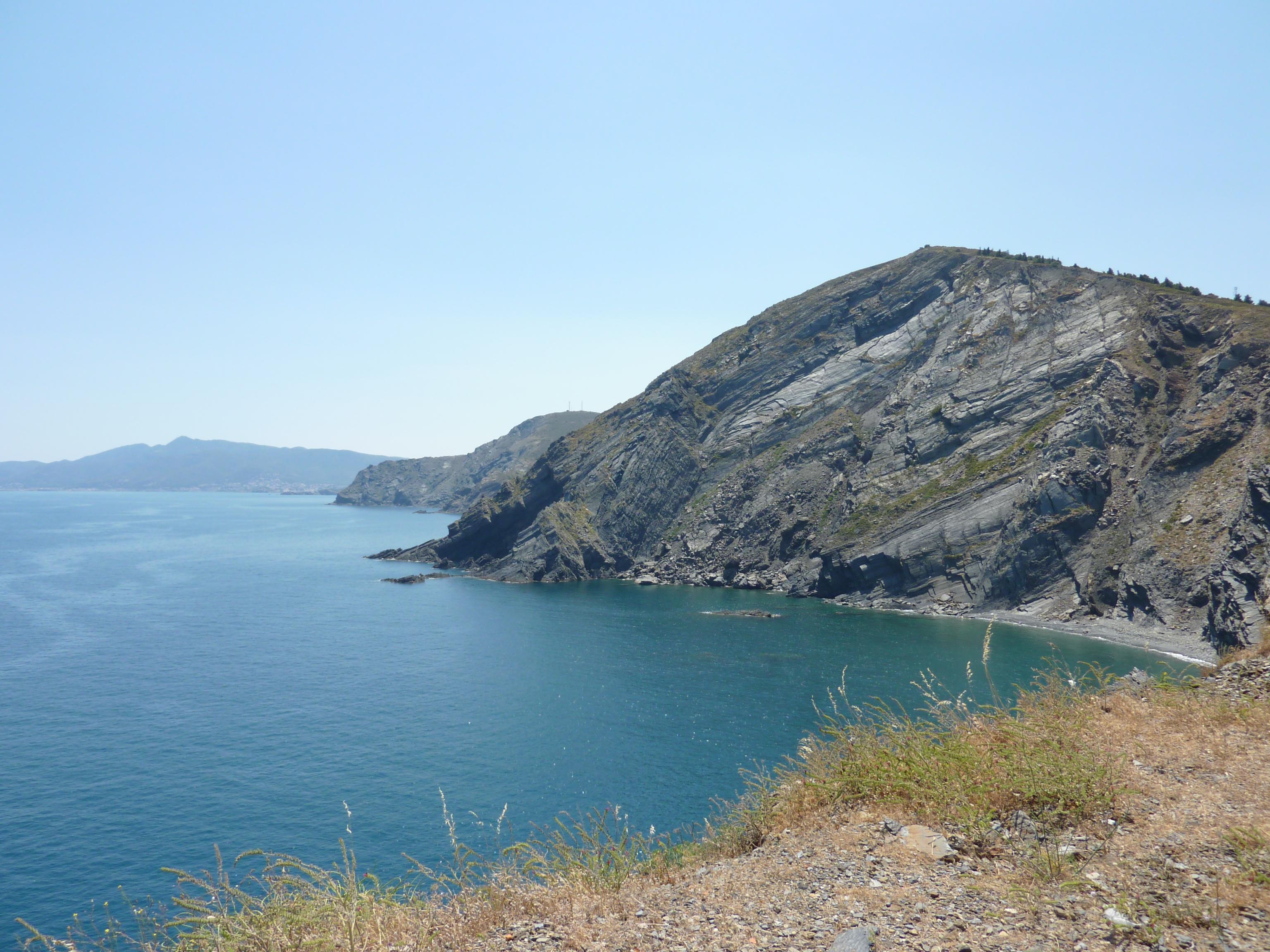
Cap Cèrbere, limite meridionale della Costa Vermiglia ed inizio della Costa Brava.